# Stigfossen
Stigfossen er et vandfald i elven Istra ved Trollstigen i Rauma kommune i Møre og Romsdal fylke i Norge. Fylkesvei 63 har bro over vandfaldet. Den ligger tæt ved Trollfossen, som er noget højere, men med mindre vandføring end Stigfossen.

## Eksterne kilder og henvisninger
1. ↑  Direktoratet for naturforvaltning (2001). Verdier i Rauma (Istra), Rauma kommune i Møre og Romsdal. VVV-rapport 2001-45. Oppgir at Stigfossen er "nærmere 180 m høy".
2. ↑  Stigfossen på World Waterfall Database oppgir 239 meter basert på topografisk kart.
3. ↑  SNL oppgir "nær 180 m loddrett"

- Stigfossen på World Waterfall Database